# 구례 화엄사 보제루
구례 화엄사 보제루(求禮 華嚴寺 普濟樓)는 전라남도 구례군 마산면 황전리, 화엄사에 있는 건축물이다. 1974년 9월 24일 전라남도의 유형문화재 제49호로 지정되었다.

## 개요
지리산 남쪽 기슭에 위치한 화엄사는 통일신라 경덕왕(재위 742∼765) 때 승려 연기가 처음 지은 절이다. 그 후 신라말 도선에 의해 크게 확장되었으나, 임진왜란(1592) 때 불타 없어졌다. 조선 인조 8년(1630)에 승려 각성이 다시 짓기 시작하여 7년 만인 인조 14년(1636)에 대웅전을 비롯한 약간의 건물을 완성하였고, 그 다음해 선종대가람으로 승격되었다. 현재의 건물들은 각성이 다시 지은 17세기 이후의 것이다.
화엄사 보제루는 법요식 때 승려나 불교신도들의 집회를 목적으로 지어진 강당건물이다. 앞면 7칸·옆면 4칸 규모로, 지붕 옆면이 사람 인(人)자 모양인 맞배지붕집이다. 대웅전 앞 한단 낮은 터에 위치하고 있으며, 대웅전 쪽 창문은 7칸 모두 큰 두짝의 빗살문을 달고 그 반대쪽 5칸은 널판지문을 달았으며 좌우 양칸은 문을 생략하였다.

## 같이 보기
- 화엄사

## 참고 자료
- 화엄사보제루 - 국가유산청 국가유산포털